# Raymond Croze (navire)
Pour les articles homonymes, voir Croze (homonymie).
Le Raymond Croze est un câblier français utilisé par Orange Marine. Le navire porte le nom de l'ingénieur des télécommunications français Raymond Croze.
Il est le frère jumeau du Léon Thévenin, construit selon la même structure : longueur de 107 mètres, largeur de 17,8 mètres, tirant d'eau de 6,25 mètres, volume de cuves de 1 400 mètres cubes, capacité de 1 350 tonnes de charge utile (câbles), puissance motrice de 3 800 CV, vitesse de 15 nœuds, autonomie de 8 000 milles marins, hébergement jusqu'à 94 personnes.
Le Raymond Croze est commandé le 9 janvier 1981 par la Compagnie Française des Câbles Sous-Marins et de Radio à la Société Nouvelle des Ateliers et Chantiers du Havre et de la Rochelle-La Pallice Réunis.
Il est mis sur cale le 9 janvier 1982 et lancé le 23 juillet 1982 (mise à l'eau) à La Rochelle.
Le Raymond Croze est achevé en août 1983, il est mis en service à La Seyne-sur-Mer en remplacement de l'Ampère.
Le Raymond Croze, baptisé ainsi en l'honneur de Raymond Croze, directeur général des Télécommunications décédé le 28 mai 1978, est inauguré le 12 octobre 1983 par le Ministre délégué des PTT Louis Mexandeau à La Seyne-sur-Mer, en présence du directeur général des Télécommunications Jacques Dondoux,,,.
Désarmé en août 2023, il quitte le port de La Seyne-sur-Mer fin décembre pour être démantelé dans un des six chantiers turcs d'Aliağa, agréés par la Commission européenne pour le démantèlement de navires,.